# Pribeta
Pribeta (węg. Perbete) – wieś i gmina (obec) w powiecie Komárno w kraju nitrzańskim na Nizinie Naddunajskiej na Słowacji. Po raz pierwszy wzmiankowana w 1312 roku.